# Каркусов, Заурбек Асхарович
Заурбе́к Асха́рович Карку́сов (9 сентября 1995) — российский футболист, защитник

## Клубная карьера
Заурбек Каркусов — воспитанник владикавказской СДЮШОР «Юность». На взрослом уровне начал выступать за вторую команду костромского «Динамо» в любительской футбольной лиге сезона 2011/12. В 2012—2013 годах продолжал играть в зоне «Золотое кольцо» ЛФЛ (за «Динамо» (Кострома) и «Кооператор»).
В 2014 году перешёл в литовский клуб «Банга». Дебютировал в новом клубе 25 марта 2014 года в матче чемпионата Литвы против «Экранаса».
3 июля 2014 года Каркусов впервые сыграл в матче Лиги Европы (в рамках первого квалификационного раунда против ирландского клуба «Слайго Роверс»).

## Достижения
- Финалист кубка Литвы (1): 2013/14

## Статистика
| Клуб             | Сезон            | Лига | Лига | Кубки | Кубки | Континентальные кубки | Континентальные кубки | Прочее | Прочее | Итого | Итого |
| Клуб             | Сезон            | Игры | Голы | Игры  | Голы  | Игры                  | Голы                  | Игры   | Голы   | Игры  | Голы  |
| ---------------- | ---------------- | ---- | ---- | ----- | ----- | --------------------- | --------------------- | ------ | ------ | ----- | ----- |
| Банга            | 2014             | 11   | 0    | 1     | 0     | 2                     | 0                     | 0      | 0      | 14    | 0     |
| Всего за карьеру | Всего за карьеру | 11   | 0    | 1     | 0     | 2                     | 0                     | 0      | 0      | 14    | 0     |